# Giacomo Serra
Giacomo Serra (* 1570 in Genua; † 19. August 1623 in Rom) war ein italienischer Kardinal.

## Biografie

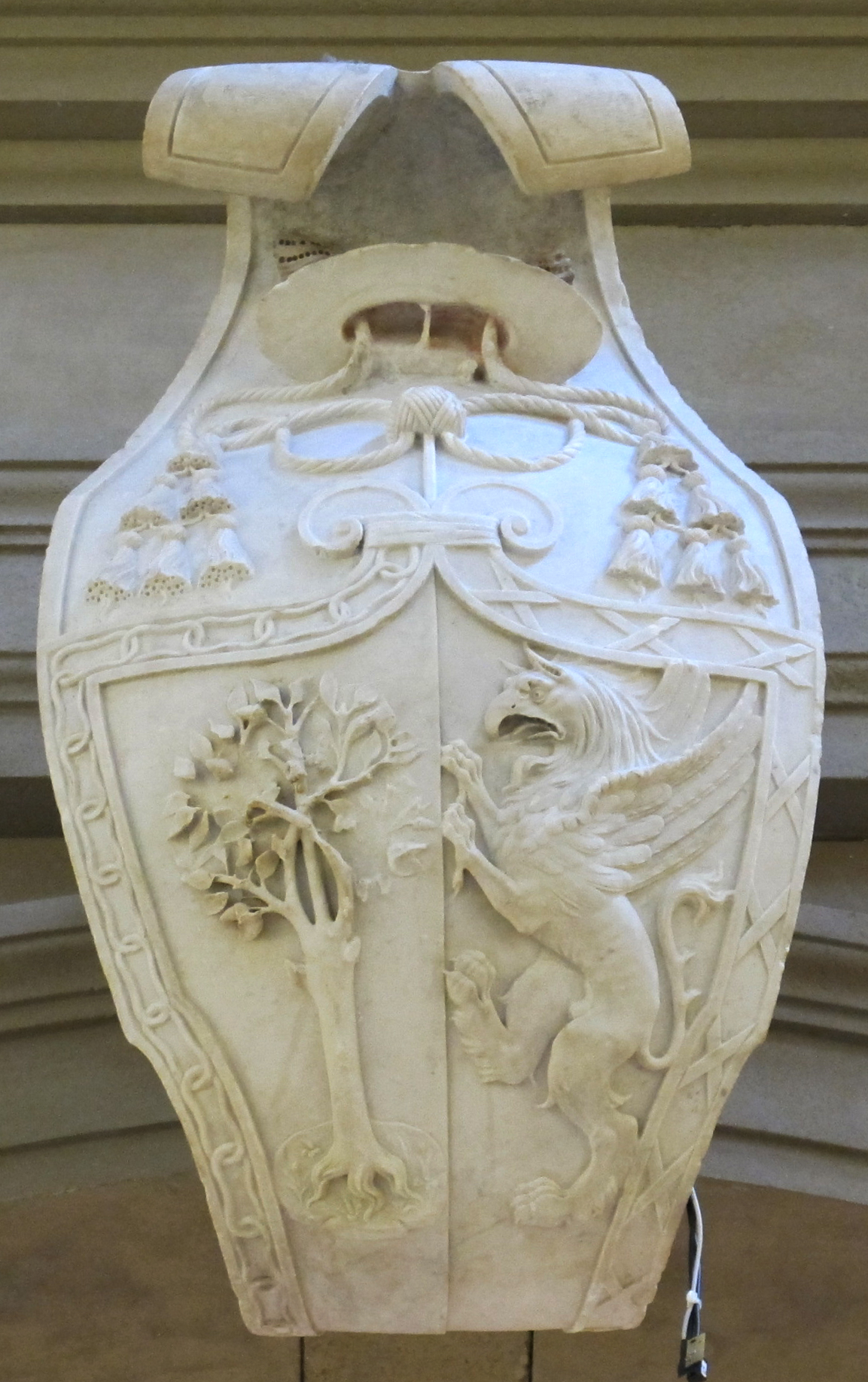
Wappen von Giacomo Serra, aus San Giacomo degli Spagnoli, Bode-Museum

Giacomo wurde als drittes Kind von Antonio Maria Serra, Abgeordneter des Nobile Vecchio Portico von Genua und Senator von Florenz, und der ebenfalls aus einer Adelsfamilie stammenden Claudia Lomellini geboren.
Er zog nach Rom, wo er im Januar 1601 Kleriker der Apostolischen Kammer wurde. Während der zweiten Vakanz von 1605 war er Gouverneur von Borgo. Im Jahr 1608 wurde er zum außerordentlichen Nuntius für die päpstlichen Soldaten in Ungarn ernannt und Ende desselben Jahres wurde er Generalschatzmeister der Apostolischen Kammer.
Am 17. August 1611 ernannte ihn Papst Paul V. zum Kardinal. Am 12. September desselben Jahres erhielt er die Diakonie von San Giorgio in Velabro.
Am 16. September 1615 wurde er für drei Jahre zum Legaten in Ferrara ernannt. 1618 wurde er für weitere drei Jahre bestätigt, er hatte dieses Amt bis zu seinem Tod inne.
Am 28. September 1615 wurde er in den Rang eines Kardinalpriesters erhoben und erhielt die Titelkirche von Santa Maria della Pace.
Er nahm an den Konklaven von 1621 und 1623 teil, bei denen Gregor XV. und Urban VIII. gewählt wurden.
Er wurde in seiner Titelkirche begraben.